# هانس کر
هانس کِر (آلمانی: Hans Kehr؛ ‏ ۲۷ آوریل ۱۸۶۲ – ۲۰ مهٔ ۱۹۱۶) جراح اهل امپراتوری آلمان بود. وی در هالبرشتات جراحی می‌کرد و روش‌هایی برای درمان بیماری‌های کیسه صفرا و مجرای صفراوی تکوین کرد. او در سدهٔ نوردهم میلادی روش کوله‌سیستکتومی را برای درمان سنگ کیسه صفرا رواج داد. وی طی دوران حرفه ای خود ۲۶۰۰ عمل مجاری صفراوی انجام داد. نام او امروزه بر نشانه کِـر ماندگار شده است که به درد حاد در شانه چپ گفته می‌شود که به‌دلیل پارگی طحال رخ می‌دهد. وی همچنین دستگاهی برای تخلیه مجرای صفراوی رواج داد که امروزه به «لولهٔ تی‌شکل کِـر» معروف است.